# Thomas R. Holtz, Jr.
Thomas R. Holtz, Jr. (Los Angeles, Kalifornia, 1965. szeptember 13. –) amerikai gerinces őslénykutató és a Marylandi Egyetem Geológia Tanszékének oktatója. Számos cikket jelentetett meg a szárazföldi ragadozók, főként a tyrannosauridák és más theropoda dinoszauruszok törzsfejlődésével, morfológiájával, ökömorfológiájával és mozgásával kapcsolatban. Szerzőként, illetve társszerzőként közreműködött a dinoszauruszok őslénytanának területén legszélesebb körben elfogadott The Dinosauria című könyv második kiadásának „Saurischia”, „Basal Tetanurae”, és „Tyrannosauroidea” című fejezeteinél. Emellett tudományos tanácsadóként részt vett a BBC által készített Dinoszauruszok, a Föld urai című dokumentumfilm-sorozat elkészítésében. Holtz a Dinosaurs: The Most Complete, Up-to-Date Encyclopedia for Dinosaur Lovers of All Ages (Dinoszauruszok: A legteljesebb, naprakész enciklopédia a dinoszaurusz imádók minden korosztálya számára) című könyv szerzője, emellett pedig a Marylandi Egyetem Tudomány és Globális Változás programjának (Scholars- Science and Global Change) igazgatója.

## Válogatott publikációk
- Holtz, Thomas R., Jr. (1994). „The phylogenetic position of the Tyrannosauridae: implications for theropod systematics”. Journal of Paleontology 68, 1100−1117. o. (Hozzáférés: 2010. szeptember 20.)
- Holtz, Thomas R., Jr. (1995). „The arctometatarsalian pes, an unusual structure of the metatarsus of Cretaceous Theropoda (Dinosauria: Saurischia)”. Journal of Paleontology 14, 480−519. o. (Hozzáférés: 2010. szeptember 20.)
- Holtz, Thomas R., Jr. (1996). „Phylogenetic taxonomy of the Coelurosauria (Dinosauria: Theropoda)”. Journal of Paleontology 70, 536−538. o. (Hozzáférés: 2010. szeptember 20.)
- Holtz, Thomas R., Jr. (1998). „A new phylogeny of the carnivorous dinosaurs” (PDF). Gaia 15, 5–61. o. (Hozzáférés: 2010. szeptember 20.)
- Farlow, James O., Gatesy, Stephen M., Holtz, Thomas R., Jr., Hutchinson, John R., Robinson, John M. (2000). „Theropod locomotion”. American Zoologist 40, 640−663. o. DOI:10.1093/icb/40.4.640. (Hozzáférés: 2010. szeptember 20.)
- T. Rex: hunter or scavenger?. New York: Random House (2003. március 24.). ISBN 0-375-81297-0
- Holtz, Thomas R., Jr., Rey, Luis V.. Dinosaurs: the most complete, up-to-date encyclopedia for dinosaur lovers of all ages. New York: Random House (2007. március 24.). ISBN 978-0-375-82419-7

## Fordítás
- Ez a szócikk részben vagy egészben a Thomas R. Holtz, Jr. című angol Wikipédia-szócikk ezen változatának fordításán alapul.  Az eredeti cikk szerkesztőit annak laptörténete sorolja fel. Ez a jelzés csupán a megfogalmazás eredetét és a szerzői jogokat jelzi, nem szolgál a cikkben szereplő információk forrásmegjelöléseként.